# G20-Gipfel in Pittsburgh 2009
Der G20-Gipfel 2009 in Pittsburgh war das dritte Treffen der Staats- und Regierungschefs der Gruppe der zwanzig wichtigsten Industrie- und Schwellenländer, bei dem die Staats- und Regierungschefs über die Finanzmärkte und die Weltwirtschaft diskutierten.
Die G20 ist das wichtigste Forum zur Erörterung, Planung und Überwachung der internationalen wirtschaftlichen Zusammenarbeit.
Das Gipfeltreffen fand am 24. September 2009 bis zum 25. September 2009 im David L. Lawrence Convention Center in Pittsburgh, Pennsylvania, USA statt. Kurz nach dem Londoner G20-Gipfel im April 2009 angekündigt, meldete sich US-Präsident Barack Obama freiwillig als Gastgeber dieses Gipfels, der zunächst in New York City stattfinden sollte und mit der Eröffnung der Generalversammlung der Vereinten Nationen koordiniert wurde. Aufgrund von Koordinierungsproblemen kündigte die Obama-Regierung jedoch am 28. Mai 2009 einen Wechsel des Veranstaltungsortes nach Pittsburgh an, um den wirtschaftlichen Aufschwung der Stadt nach dem Zusammenbruch des verarbeitenden Gewerbes in der zweiten Hälfte des 20. Als Reaktion auf die Rezession der späten 2000er Jahre und die globale Kreditkrise wurde kurz nach dem Londoner Gipfel im April 2009 ein zweiter G20-Gipfel innerhalb eines Jahres vorgeschlagen.
Unter den diskutierten Themen war auch ein Vorschlag zur radikalen Reform des Internationalen Währungsfonds (IWF). Auch der französische Präsident Nicolas Sarkozy schlug vor, dass es eine Evaluierung der bereits ergriffenen Maßnahmen geben sollte.
Der Hauptveranstaltungsort des Gipfels war das David L. Lawrence Convention Center, das zu diesem Zeitpunkt das größte Leadership in Energy and Environmental Design zertifizierte Gebäude der Welt war. Im Phipps Conservatory & Botanical Gardens fand ein Arbeitsessen statt, das ausgewählt wurde, um die umweltfreundlichen Merkmale des Zentrums hervorzuheben, darunter ein erdgeschütztes Empfangszentrum und ein Tropenwald-Konservatorium, das als das energieeffizienteste der Welt bezeichnet wird. Weitere Veranstaltungsorte in der Stadt sind The Andy Warhol Museum, die Pittsburgh High School for the Creative and Performing Arts und Rosemont und der Bauernhof von Teresa Heinz Kerry.

## Vorbereitungen
In den Wochen vor der Konferenz wurden viele Maßnahmen ergriffen, um Pittsburgh auf die Konferenz vorzubereiten. Viele Straßen in der Innenstadt von Pittsburgh wurden gepflastert und eine Vorsaison für die National Hockey League vorbereitet. Das Spiel der Pittsburgh Penguins in der nahe gelegenen Mellon Arena wurde verschoben. Während der G20-Woche wurden viele Straßen gesperrt und die Verkehrsmuster angepasst. Viele öffentliche Schulen, Universitäten und nahe gelegene Unternehmen waren geschlossen, sagten den Unterricht ab oder arbeiteten für die Dauer der Konferenz aus der Ferne. Der Bürgermeister von Pittsburgh Luke Ravenstahl versuchte ebenfalls, die Probleme zu lindern, indem er sich im Vorfeld mit einigen der Gruppen traf, von denen erwartet wurde, dass sie während der Veranstaltung protestieren würden.

### Sicherheit
Tausende von Demonstranten wurden in der Woche des Gipfels erwartet, der als nationales besonderes Sicherheitsereignis eingestuft wurde. Die Sicherheit wurde vom Geheimdienst der Vereinigten Staaten in Zusammenarbeit mit der Polizei von Pittsburgh koordiniert. Es wird geschätzt, dass 4.000 Polizeibeamte angefordert wurden, und die Stadt verfügte zum Zeitpunkt der Veranstaltung nur über 900 Polizeibeamte. Die Staatspolizei von Pennsylvania stellte mehr als 1.000 Beamte für die Veranstaltung in der Innenstadt zur Verfügung, darunter SWAT-, Hubschrauber-, Reiter-, Undercover-, Fahrrad- und Motorradbeamte. In Allegheny County waren seit Juni 75 Polizeibeamte speziell für die Veranstaltung ausgebildet und in das Pittsburgher Polizeibüro integriert. Auch in New York City und Baltimore sowie in den Vororten von Pittsburgh wurden einige Beamte eingesetzt. Einige Beamte aus Chicago reisten zur Unterstützung an und nahmen Urlaubstage von ihrer Abteilung. Alle Offiziere, unabhängig von ihrer Abteilung, standen an den Veranstaltungstagen unter dem Kommando des Geheimdienstes.
Chinook- und Black-Hawk-Hubschrauber, gepanzerte Humvees und Besatzungen von Soldaten der US-Army, sowie zehn 25-Fuß-Boote mit M240-Maschinengewehren der Küstenwache waren im Falle groß angelegter gewalttätiger Proteste oder eines Terroranschlags vor Ort.

## Teilnehmer

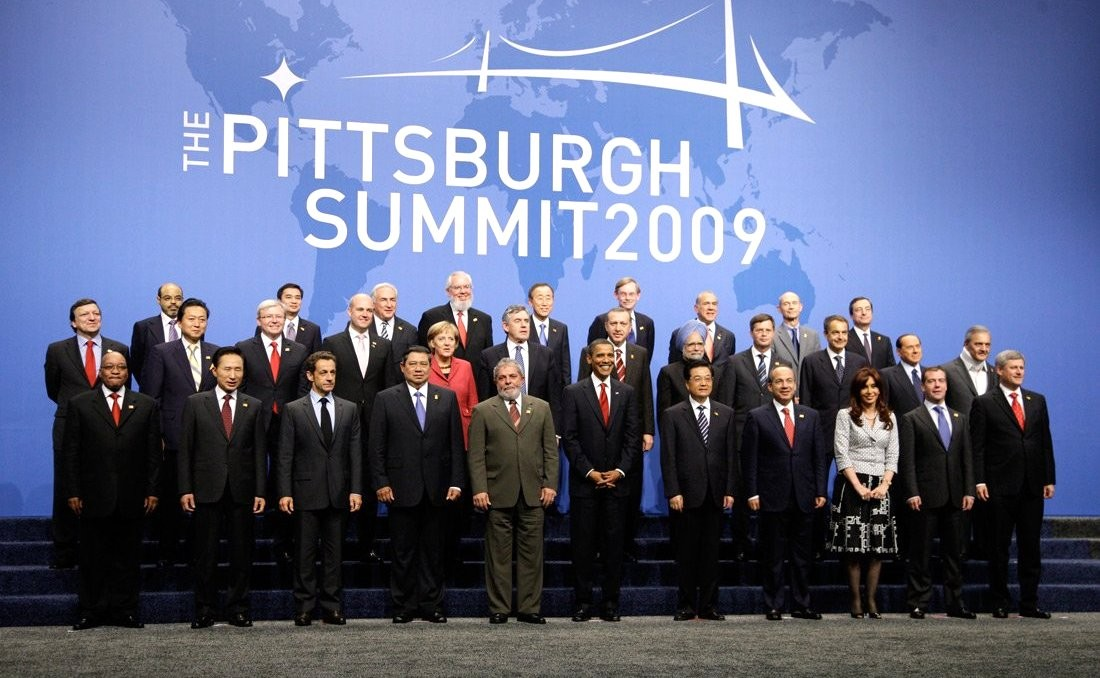
Die Staats- und Regierungschefs der G20-Staaten auf dem Gipfeltreffen in Pittsburgh.

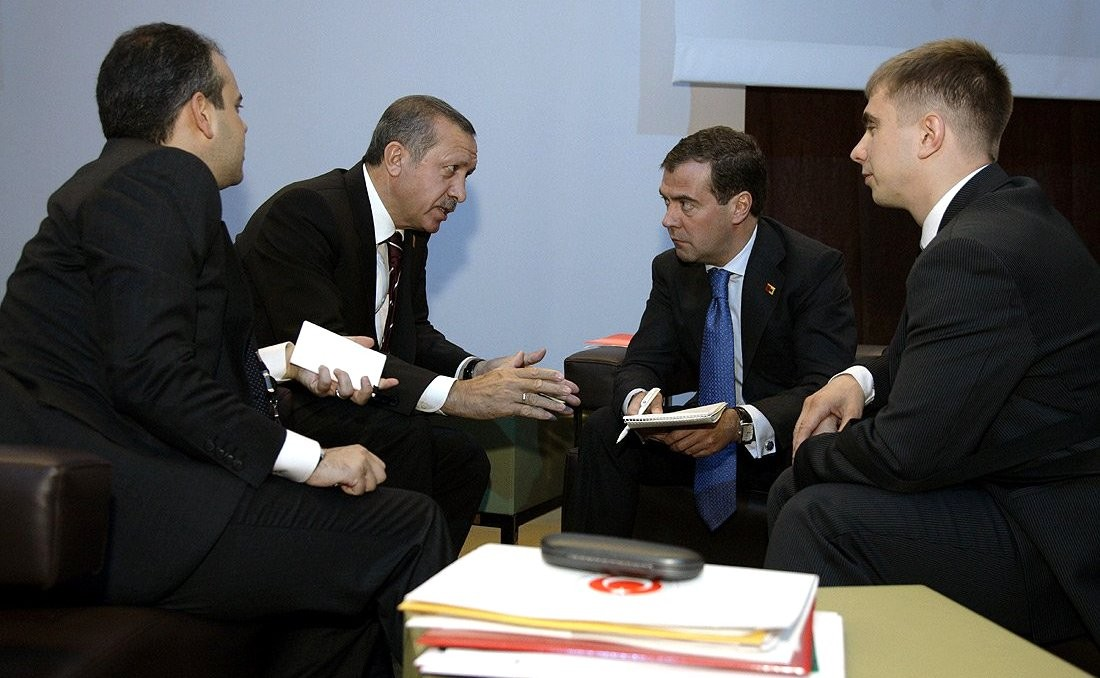
Dmitri Medwedew und Recep Tayyip Erdogan mit Dolmetschern im Vordergrund.

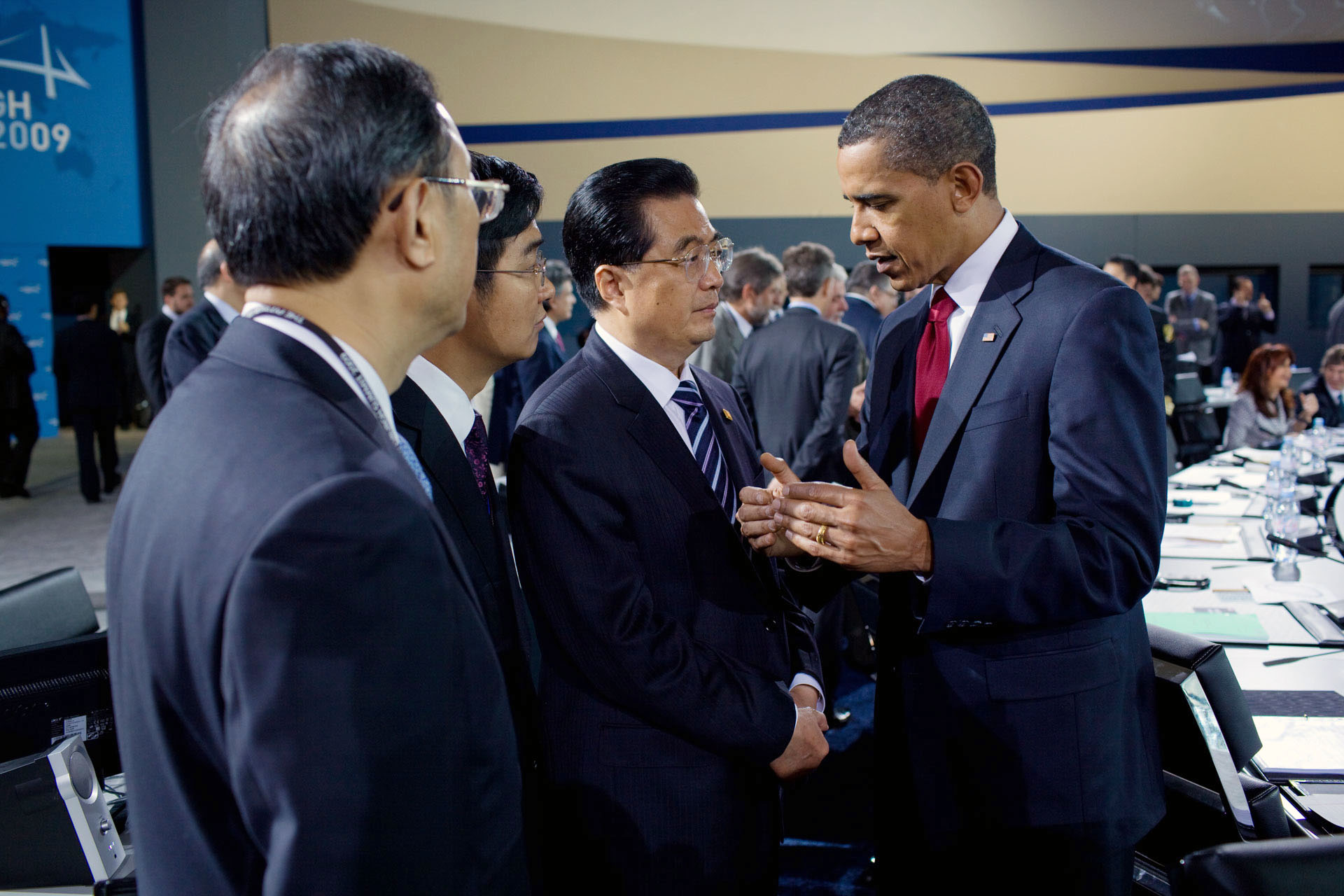
Hu Jintao und Barack Obama bei der Plenarsitzung des Gipfeltreffens

Die folgenden Teilnehmer des Gipfels in Pittsburgh vertraten die Mitgliedstaaten der G20, die 19 Länder und die Europäische Union, die durch ihre beiden Leitungsgremien, den Europäischen Rat und die Europäische Kommission, vertreten ist.
- Gastgeber: Vereinigte Staaten (Barack Obama)
- Argentinien (Cristina Fernández de Kirchner)
- Australien (Kevin Rudd)
- Brasilien (Luiz Inácio Lula da Silva)
- Kanada (Stephen Harper)
- Volksrepublik China (Hu Jintao)
- Deutschland (Angela Merkel)
- Frankreich (Nicolas Sarkozy)
- Indien (Manmohan Singh)
- Indonesien (Susilo Bambang Yudhoyono)
- Italien (Silvio Berlusconi)
- Japan (Yukio Hatoyama)
- Mexiko (Felipe Calderón)
- Russland (Dmitry Medvedev)
- Saudi-Arabien (Abdullah ibn Abd al-Aziz)
- Südafrika (Jacob Zuma)
- Südkorea (Lee Myung-bak)
- Türkei (Recep Tayyip Erdoğan)
- Vereinigtes Königreich (Gordon Brown)
- Europäische Union (Jose Manuel Barroso & Fredrik Reinfeldt)

Zudem nahmen verschiedene internationale Organisationen bzw. deren Präsidenten, Generaldirektoren oder -sekretäre am Treffen teil.
Die Staats- und Regierungschefs der G20 begannen am 24. September 2009 in Pittsburgh zu tagen. Am Abend des 24. September nahmen die Staats- und Regierungschefs an einem Empfang im Phipps Conservatory im Stadtteil Oakland in Pittsburgh teil.

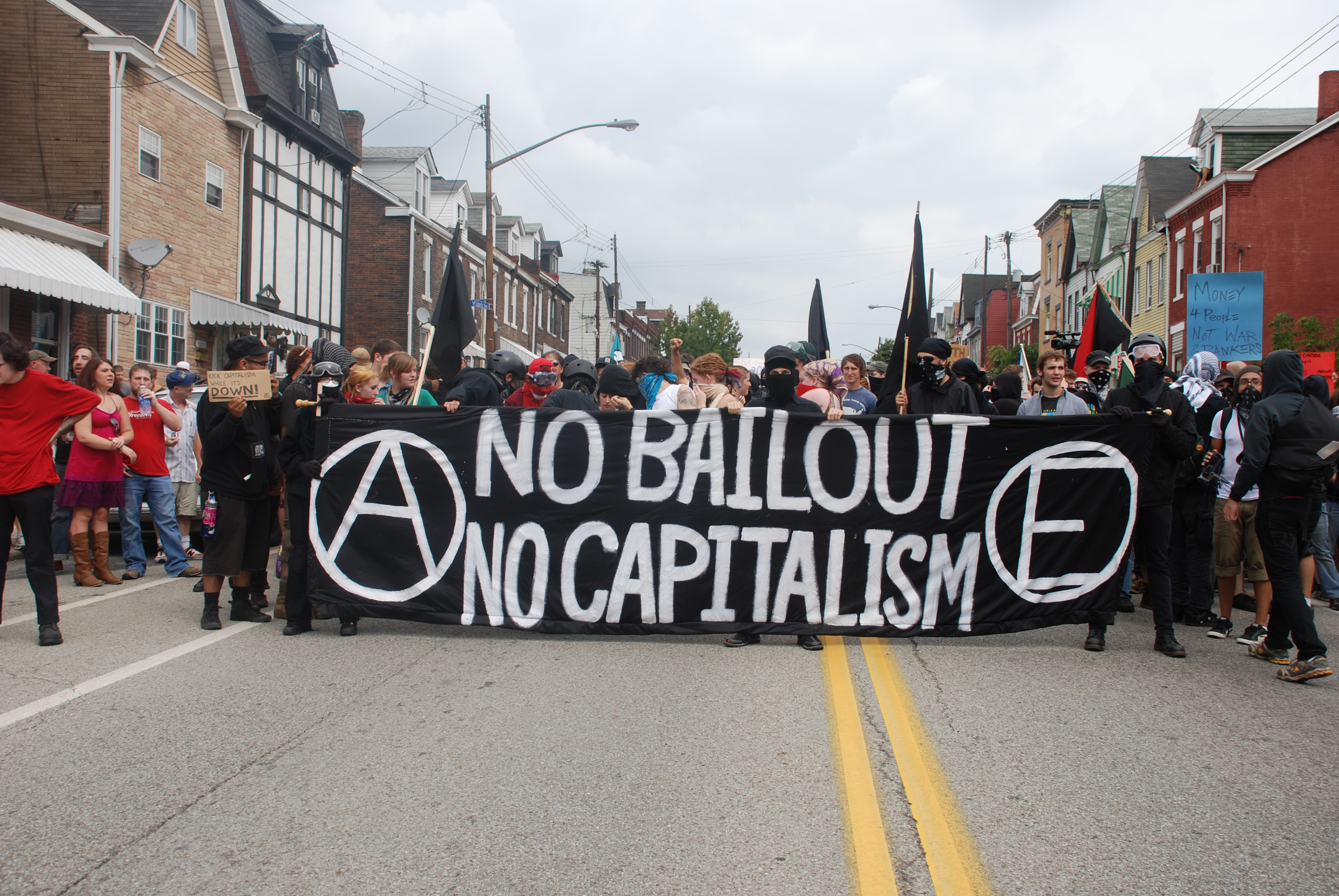
Demonstranten im Stadtteil Lawrenceville in Pittsburgh am 24. September 2009.

## Proteste
Nach zahlreichen Genehmigungsverweigerungen für Gruppen wie Code Pink und Three Rivers Climate Convergence, um friedliche Demonstrationen zu organisieren, klagte die ACLU von Pennsylvania erfolgreich gegen die Stadt Pittsburgh, um sie zu zwingen, Demonstrationen um den G20-Gipfel herum zuzulassen.
Zu den Teilnehmern an den Protesten rund um den Gipfel gehörten Organisationen für Frieden, Umwelt, Arbeit und soziale Gerechtigkeit.
Die erste der alternativen Veranstaltungen war ein Gipfeltreffen der Völker mit einer ganztägigen Sitzung von Rednern, Panels und Workshops am 19. September, dem Samstag vor dem G20-Gipfel, an dem etwa 500 Teilnehmer teilnahmen, und einer Fortsetzung am Montag- und Dienstagabend mit jeweils 100 bis 200 Teilnehmern. Unter den Teilnehmern des Volksgipfels waren sowohl ausgesprochene Gegner des G20-Gipfels (wie der radikale Historiker Howard Zinn, der per Spezialvideo zu der Versammlung sprach) als auch einige, die hofften, die Versammlung in eine ihrer Meinung nach „progressive“ Richtung zu beeinflussen. Der Stadtrat von Pittsburgh verkündete, „dass der Stadtrat von Pittsburgh hiermit den Gipfel der Völker, alle angeschlossenen Institutionen und Organisationen sowie die freiwilligen Bürger, die unermüdlich daran gearbeitet haben, ihn zu einem Erfolg zu machen, lobt. Ihre herausragenden Bemühungen werden mit Sicherheit ein größeres Verständnis für die Herausforderungen schaffen, vor denen wir stehen, für die Lösungen, die wir erforschen sollten, und für den sozialen Dialog, der für die Verwirklichung einer besseren Welt notwendig ist. Darüber hinaus werden die Bürger unserer Region ermutigt, die Gelegenheit zu ergreifen, an diesem bedeutenden und historischen Ereignis teilzunehmen“. Der Volksgipfel selbst brachte einige der Themen voran, die bei den Protesten auftraten, als der G20-Gipfel tatsächlich tagte: „Wir stellen uns eine Welt vor, in der die Grundrechte – Meinungsfreiheit, Gedanken- und Religionsfreiheit, Freiheit von Angst und Furcht und Freiheit von Mangel – für alle Menschen gelten. Das ist nicht die Realität unserer heutigen Welt. Doch in unserer Vielfalt und Pluralität der Orientierungen, inspiriert von gegenseitigem Respekt und dem Geist der Solidarität, teilen wir die Überzeugung, dass eine andere Welt möglich ist.“
Es folgten eine Reihe von Zeltstädten, Demonstrationen und andere Gipfeltreffen. Am Dienstag gab es auch eine alternative Konferenz mit dem Titel Freiheitskonferenz 2009, die konservative Basislösungen und marktwirtschaftliche Ansätze betonte.
Am Mittwoch, dem 23. September, hängten Greenpeace-Aktivisten gegen 10.15 Uhr ein Banner, das vor den Gefahren erhöhter CO2-Emissionen warnte, vom Deck der West End Bridge gegenüber der Innenstadt von Pittsburgh über dem Ohio River auf. Während der Verkehr eine Zeit lang aufgehalten wurde, wurden alle acht Aktivisten nach friedlicher Aufgabe verhaftet.
Am Donnerstag, dem 24. September, veranstaltete das Pittsburgher G20-Widerstandsprojekt einen Marsch und einen Tag der direkten Aktion im Arsenal Park im Stadtviertel Lawrenceville. Die Polizei von Pittsburgh feuerte Pfefferspray auf eine Menge von schätzungsweise 500 Demonstranten ab, um einige Stunden vor Beginn des Gipfels einen Protestmarsch zu zerstreuen.
Die Polizei benutzte auch ein Long Range Acoustic Device (LRAD) die Demonstranten aus einem Gebiet zu entfernen, nachdem sie mehrmals gewarnt wurden, sich zu zerstreuen.  Nach Ansicht der Stadtverwaltung war dies das erste Mal, dass ein LRAD eingesetzt wurde, um die Demonstranten innerhalb der Vereinigten Staaten zu zerstreuen.  Seither wurden LRADs bei mehreren Gelegenheiten zur friedlichen Zerstreuung von Menschenmassen eingesetzt.

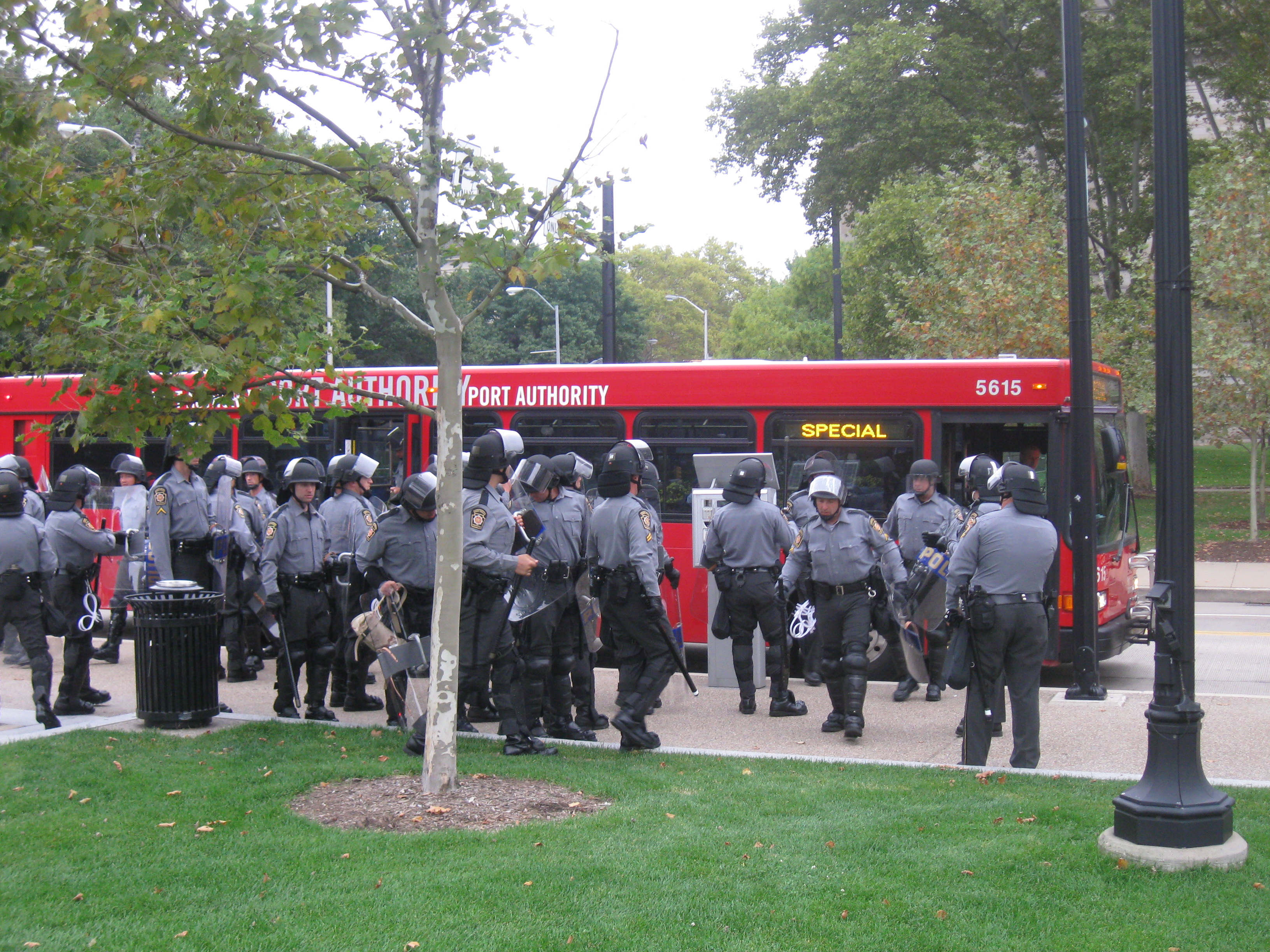
Bereitschaftspolizisten verlassen am 24. September einen Stadtbus im Stadtteil Oakland.

Später am Abend versammelte sich eine weitere kleine Menschenmenge auf der Schenley Plaza, als sich die führenden Politiker der Welt an diesem Abend im nahe gelegenen Phipps Conservatory zu einem Arbeitsessen trafen. Hunderte von Polizisten schwärmten aus und umzingelten die friedliche Menschenmenge, die sich auf die Forbes Avenue und den Bigelow Boulevard in der Nähe der Cathedral of Learning. Schätzungsweise 300 Bereitschaftspolizisten säumten den Bürgersteig hinter der William Pitt Union, 200 weitere Beamte blockierten die nahe gelegene Forbes Avenue, um die Demonstranten einzudämmen. Die Menge wuchs jedoch schnell auf etwa 500 an, als sich die nahegelegenen Studenten der Universität Pittsburgh – was durch Rufe von „Let's Go Pitt!“ belegt ist – neugierig auf die Sirenen und die Polizeipräsenz zu der Menge gesellten. Die Polizei schoss mehrere Ladungen Pfefferspray in die Menge. In der Nähe gelegene Geschäfte entlang der Forbes Avenue und der Craig Street wurden ebenfalls verwüstet, nachdem die Polizei versucht hatte, die Demonstration aufzulösen. Die Universität Pittsburgh alarmierte die Studenten per SMS, dass „sich die Bedingungen in Oakland verschlechtern könnten. Den Studenten wird empfohlen, in der Nähe ihres Wohnortes zu bleiben“.

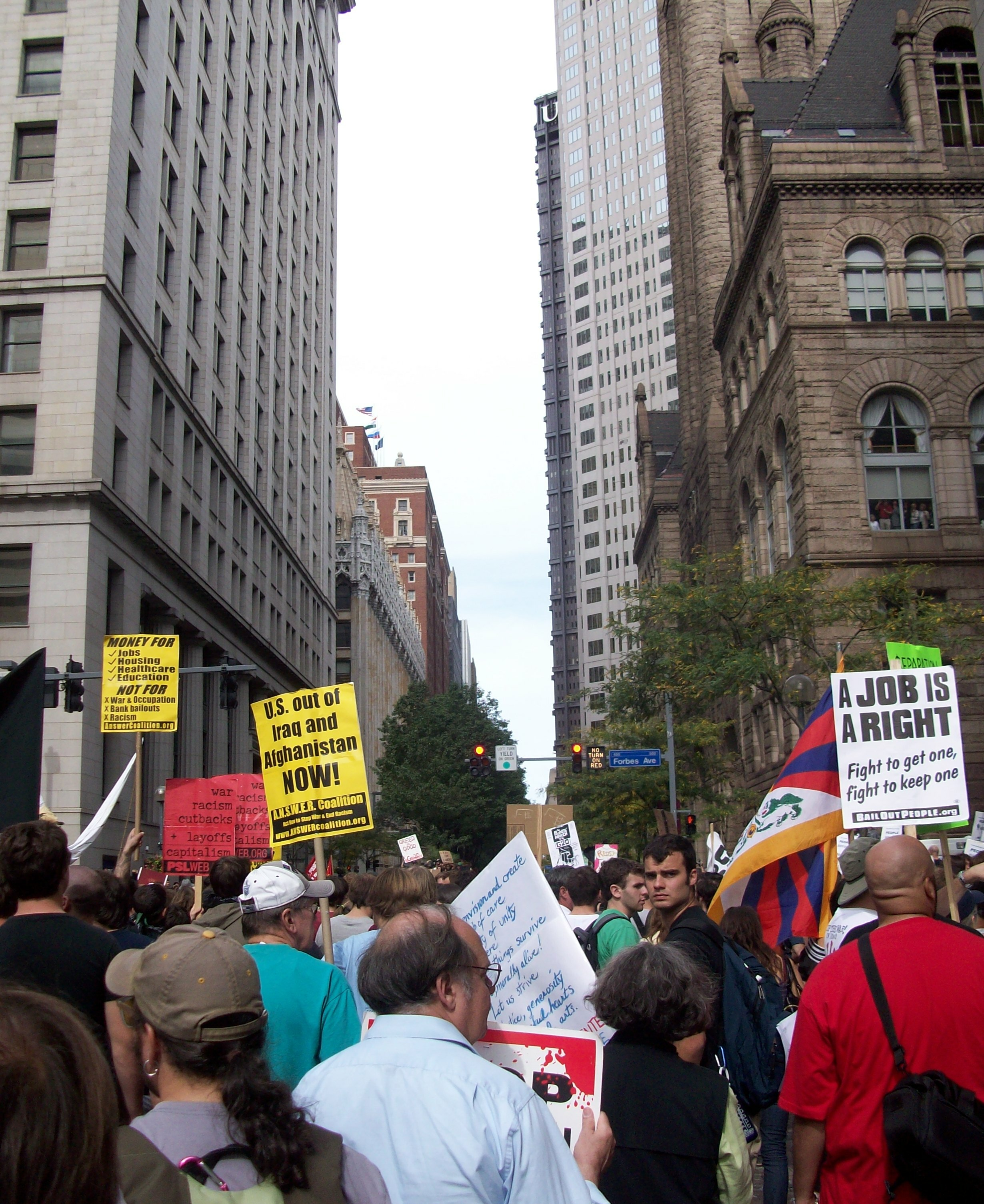
Der Marsch der Völker beginnt seine Reise in Richtung East Allegheny, nachdem eine Reihe von Rednern vor dem City-County-Gebäude gesprochen haben.

Das Pittsburgher G20-Widerstandsprojekt rief am Freitagmorgen (25. September) zu „Everywhere Protests“ an verschiedenen Orten und in verschiedenen Unternehmen (meist Banken und Großunternehmen) in der ganzen Stadt auf. Diese Proteste waren nicht sehr groß angelegt. Einige Demonstranten trugen schwarze und gewirbelte Hula-Hoop-Reifen in der Forbes Avenue und der Atwood Street im Stadtteil Oakland. Es gab auch eine kleine Zusammenkunft von Demonstranten bei einem Starbucks Coffee in der Centre Avenue in der East Liberty.
Am Freitag kam es jedoch auch zu massiven Aktionen einer breiten Koalition unter Führung des pazifistisch orientierten Thomas-Merton-Zentrums. Wie ein Redner zu Beginn der Aktion betonte, sagte er: „Ich erinnere Sie daran, dass dies ein friedlicher, erlaubter Marsch ist. Wir stehen der Politik der G20 gegenüber, nicht der Polizei“. Dieser „Marsch der Völker“ (der in den Köpfen vieler mit den auf dem früheren Volksgipfel aufgeworfenen Fragen verknüpft ist) wurde von drei Kundgebungen (entlang der Marschroute, in Oakland, in der Innenstadt von Pittsburgh auf den Stufen des Rathauses und auf der Nordseite von Pittsburgh) mit schätzungsweise 5000 bis 8000 Teilnehmern unterbrochen. Die Demonstration war recht unterschiedlich, darunter religiöse und kommunale Aktivisten, Anarchisten, Sozialisten, Umweltschützer, Menschenrechtsverfechter, Kriegsgegner, Gewerkschafter, Veteranen und andere. Die Stimmung der Aktion war tendenziell kompromisslos kritisch gegenüber der G20, den Großkonzernen und dem Kapitalismus als solchem. „Wir versammeln uns hier nur wenige Kilometer von dem Ort entfernt, an dem sich die korporativen Raubritter niedergelassen haben, um den Planeten aufzuteilen, diese Gruppe von Bankern, Finanziers und politischen Führern, die unsere Welt verwüsten“, erklärte einer der Redner und forderte die Zuhörer auf, „für eine andere Welt zu kämpfen, die Menschen vor den Profit zu stellen“. Die Menge brüllte vor Zustimmung, und andere sprachen in ähnlicher Weise, aber die Versammlung war völlig frei von Gewalt und Verhaftungen.
Ein Großteil der Nachrichtenmedien neigte jedoch dazu, friedliche Proteste zu minimieren und den Verhaftungen größere Aufmerksamkeit zu schenken. Dazu gehörten kontroverse Polizeiaktionen am Freitagabend, nachdem der G20-Gipfel und die organisierten Proteste beendet waren. Sie fanden im Schenley Plaza und auf dem nahe gelegenen Campus der Universität von Pittsburgh statt und beinhalteten mehr weitreichende Verhaftungen und mehr Anklagen wegen Polizeigewalt als in der Nacht zuvor.
Nach Angaben der Polizei nahmen etwa 4.500 Menschen an Protesten in der ganzen Stadt teil, wobei 190 Personen verhaftet wurden. Ungefähr 50.000 Dollar Schaden wurde in den Geschäften der Gegend verursacht, wobei 15.000 Dollar auf eine Person, David Japenga aus Kalifornien, zurückzuführen sind, der beschuldigt wurde, am Donnerstagabend in Oakland 20 Fenster und Türen zerbrochen zu haben.
Der Aktivist aus New York City, Elliott „Smokey“ Madison, benutzte Twitter, um einen Befehl zur Verbreitung von Nachrichten der Polizei von Pittsburgh während der Proteste zu melden. Die Polizei durchsuchte Madisons Hotelzimmer, und eine Woche später wurde Madisons Haus in New York, Tortuga House, von FBI-Agenten durchsucht. Die Polizei behauptet, Madison und ein Mitangeklagter hätten Computer und einen Funkscanner benutzt, um die Bewegungen der Polizei zu verfolgen, und diese Informationen dann über Mobiltelefone und die Social-Networking-Site Twitter an die Demonstranten weitergegeben. Madison wurde der Behinderung der Festnahme oder Strafverfolgung, der kriminellen Nutzung einer Kommunikationseinrichtung und des Besitzes von Tatwerkzeugen beschuldigt. Alle Protestierenden, die festgenommen wurden, wurden in die State Correctional Institution in Pittsburgh gebracht.

## Ergebnis
Eine der ersten großen Ankündigungen, die aus dem Treffen hervorging, war, dass die Gruppe der neue Ständige Rat für internationale wirtschaftliche Zusammenarbeit werden soll. Dies bedeutet, dass das viel größere G20-Treffen im Wesentlichen das kleinere G8 ersetzen wird, das sich weiterhin zu wichtigen Sicherheitsfragen treffen wird, aber weniger Einfluss haben wird. Dieser Beschluss wird dazu beitragen, wichtige Entwicklungsländer – wie China, Indien und Brasilien – die ursprünglich nicht in der G8.